# Flamborough—Glanbrook (circonscription provinciale)
Circonscription électorale provinciale du Canada
Flamborough—Glanbrook est une circonscription provinciale de l'Ontario représentée à l'Assemblée législative de l'Ontario depuis 2018. 

## Géographie
Située au sud-ouest de Toronto, la circonscription consiste en une partie de la ville de Hamilton.
Les circonscriptions limitrophes sont Milton, Wellington—Halton Hills, Hamilton-Centre, Hamilton-Est—Stoney Creek, Hamilton-Ouest—Ancaster—Dundas, Niagara-Ouest,  Cambridge, Brantford—Brant, Haldimand—Norfolk et Burlington.   

## Liste des députés
| Législature | Années        | Député | Député       | Parti                     |
| --- | ------------- | ------ | ------------ | ------------------------- |
| Flamborough—Glanbrook Circonscription issue d'Ancaster—Dundas—Flamborough—Westdale, Hamilton Mountain et Niagara-Ouest—Glanbrook |               |        |              |                           |
| 42e | 2018-2022     |        | Donna Skelly | Progressiste-conservateur |
| 43e | 2022–2025     |        | Donna Skelly | Progressiste-conservateur |
| 44e | 2025–actuelle |        | Donna Skelly | Progressiste-conservateur |

## Circonscription fédérale
Depuis les élections provinciales ontariennes du 4 octobre 2007, l'ensemble des circonscriptions provinciales et des circonscriptions fédérales sont identiques.